# レクサス・ES

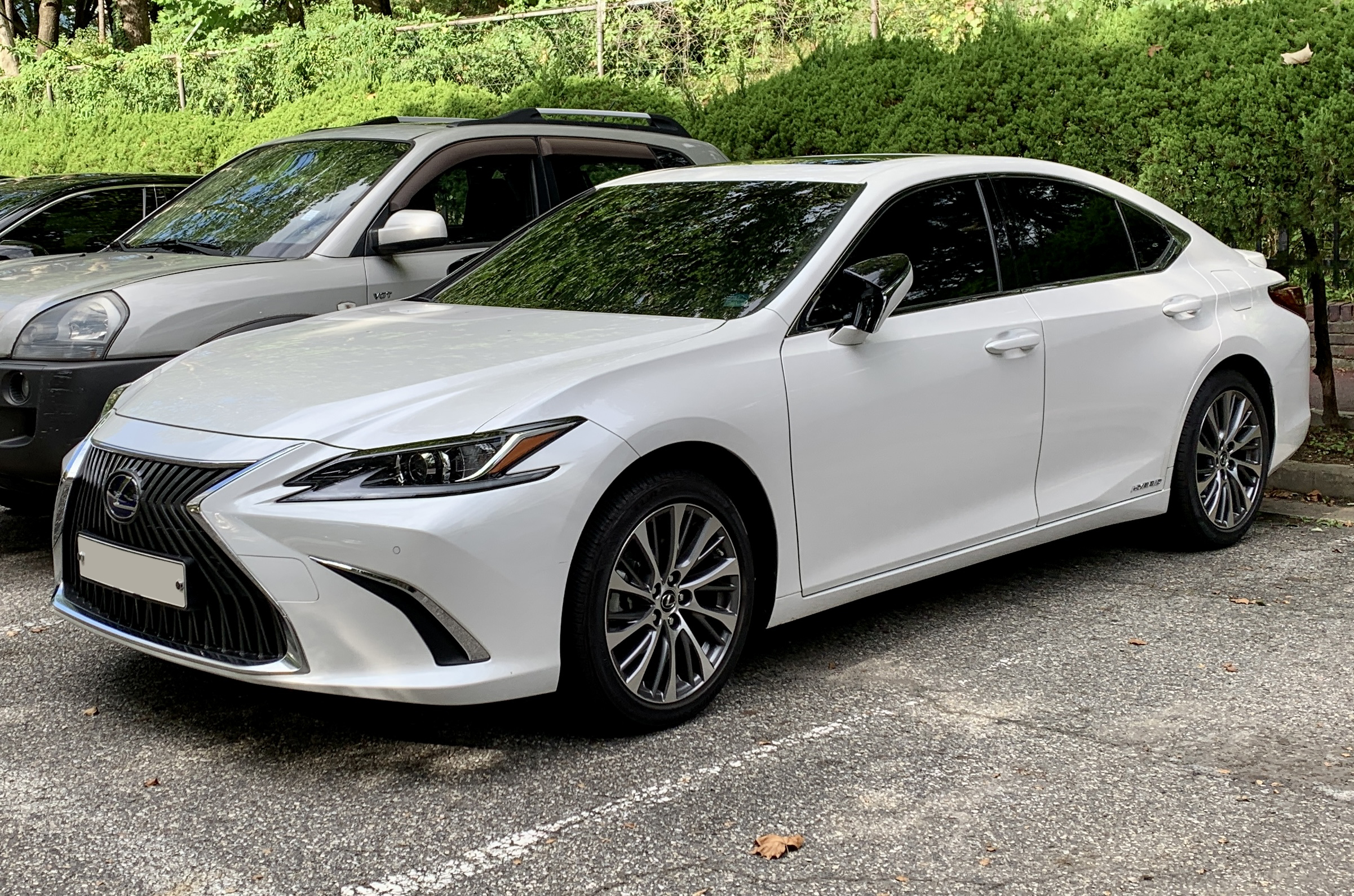
7代目モデル

ES（イーエス、Lexus ES）は、トヨタ自動車が展開する高級車ブランド「レクサス」が販売している大型高級セダンである。

## 概要
1989年に北米市場でレクサスブランドが立ち上げられた当初からLSとともにラインアップされている車種であり、RXと並び、レクサスの最量販車種となっている。レクサスのラインアップ上ではISとともに4万ドル前後のミドルクラス（プレミアムDセグメント）を受け持つモデルとして位置づけられている。レクサスのセダンでは唯一の前輪駆動車であり、スポーティ志向のISと比較して、ESは乗り心地や静粛性に重きを置いた設計がなされている。
初代は、日本で販売されていた「トヨタ・カムリプロミネント」をベースに細部をモディファイして北米市場で発売。フラッグシップモデルである初代LSとともに、北米での開業まもないレクサスを支えるモデルとなった。以降、2代目から4代目は日本国内では「トヨタ・ウィンダム」として販売されたが、5代目および6代目は日本では販売されず、海外市場専用モデルとなっていた。長らく北米、中国を中心とした販売が続き、特に北米市場では長期にわたってレクサスの基幹車種としての地位を得ていた 一方、日本および欧州への投入は見送られていた。
その後、2018年10月にリリースされた7代目が「ES」として初めて日本市場に導入され、欧州市場にも順次投入されることとなった。

## 初代 VZV21L（1989年-1991年）
1989年1月にデトロイトで開催された北米国際オートショーで登場し、同年8月30日に生産を開始した。レクサスがフラッグシップ車であるLS400の1車種のみで発足するのを避けるため、営業的見地からエントリーモデルとしてESが同時に登場することとなった。それまで日本市場専売だった、4ドアハードトップのトヨタ・カムリプロミネント/ビスタ（V20系）がベースとなっている。
最初のモデルは「ES250」と命名され、日本向けカムリプロミネントには設定のない2VZ-FE型 2.5L V型6気筒エンジンが搭載された。外装は同世代のトヨタブランド車のボディスタイルやと車体寸法と同様であったが、より高級車らしさを演出するため、目立つフロントグリル、大型のテールライト、クローム飾り、フレームなしの窓、LSのものと似た特徴あるデザインのホイールを、内装では6スピーカーのパイオニアサウンドシステム、木製化粧板、ワンタッチ式パワーウインドウ、革製シートといった装備を備える。トランスミッションは「ノーマル」と「パワー」両モードを選択できる電子制御4速オートマチックトランスミッション（ECT）と5速のマニュアルトランスミッション（MT）が選択できた。
安全装備としては運転席SRSエアバッグとABSがあり、オプションで15インチアルミホイール、電動式運転席パワーシート、電動式ムーンルーフ、CDプレーヤーといったものがあった。革製の内装はオプションでの設定であったがほぼ共通に注文され、布張り内装のES250も少数だが生産された。
ESは「高級スポーツセダン」と位置付けられ、発売当時の米国市場での希望小売価格は約2万2000ドルであった。発売されて最初の1ヶ月間で1,216台の販売を記録したが、独自かつ全く新規のプラットフォームを使用したLSには及ばない実績であった。
1991年7月5日に生産を終了した。生産台数は1990年モデルが19,534台、1991年モデルが17,942台で、そのほとんどがAT車であった。

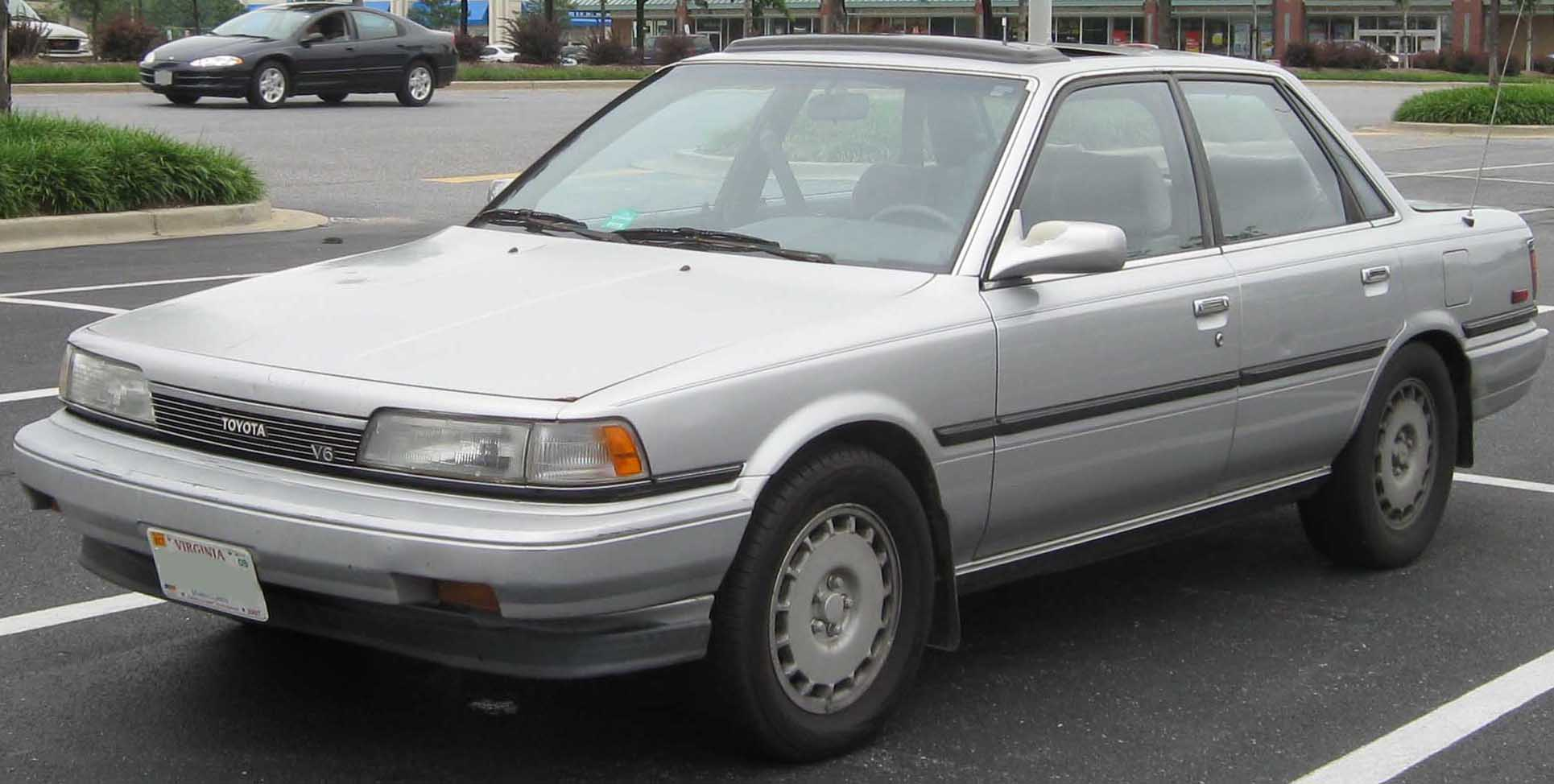
3代目トヨタ・カムリ

## 2代目 VCV10L/MCV10L（1991年-1996年）
1991年9月、1992年モデルとして2代目ES（VCV10）を発表。日本ではトヨタブランドから初代「ウィンダム」として発売された。
モデル名はエンジン排気量が3.0 Lに拡大されたことに伴い「ES300」に変更された。3VZ-FE型 V型6気筒エンジンを搭載し、0-60 mphの加速は7.9秒を公称する。プラットフォームを共有するカムリと比較すると、独自のスタイリング、異なるサスペンション設定（前後輪共に独立式のマクファーソン・ストラット）を持ち、ボディパネル封入のアスファルト遮音材や追加の装備品、その他の差異から重量は200 lb (91 kg)重くなっていた。先代と同様にABSを標準で備え、5速MTと4速ATが選択できた。
外観は丸みを帯びたスタイリッシュなデザインとされ、LSとも共通の特徴を持つようになり、全長で5in(127mm)、全幅で3in(76mm)大柄になった。フロントマスクには曲面カバーに覆われたプロジェクター式ヘッドライトと3本桟のグリルを備え、レクサスのエンブレムはボンネット上に移された。ボディ側面は隠しBピラーとサッシュレス（窓枠なし）のドアを持つビラードハードトップボディである。トランクリッド上にはLSに似せた一体型スポイラーを備え、空力性能を向上（Cd値0.32）させている。内装ではセンターコンソールにカリフォルニア産ウォールナットをあしらい、革製シート、8スピーカーのプレミアムサウンドシステムとキーレスエントリーを備える。ホイールベースと全幅の拡大により、先代モデルよりも足元と肩周りの空間が拡げられた。
2代目ESは大きな成功を収め、当時のレクサスの最多販売車種となった。最初の通年販売年で3万9,652台を記録し、翌年は生産年だけで前年と同等かそれ以上の台数を記録した。発売当初のベース価格はUS$2万6,550であった（その年の終わりにはUS$3万以上に上昇した）が、1994年には円高と高需要のために、メーカー希望小売価格は元々の1992年の価格よりも19.3%高いUS$31,200に上昇した。
1993年、1994年モデルとしてマイナーチェンジを実施。新しいデザインのフロントグリル、助手席エアバッグの新設、外気温度計、ハロン非使用エアコンといった小改良が施された。エンジンは188 hp (140 kW)を発揮する新型の1MZ-FE型エンジンに置き換えられ、型式名もMCV10へ変更された。
1995年にウインカーランプとフォグランプのデザインが変更され、1993年以降は5速MTが廃止された。1996年に内装にコーチが選定した革が使用され、コーチ製の鞄セットが添えられたES300「コーチ・エディション」が設定された。モデルチェンジ前の最終年だったにもかかわらず、1996年モデルのES300の販売数は前年比21%増を記録し、この年は40,735台が生産された。

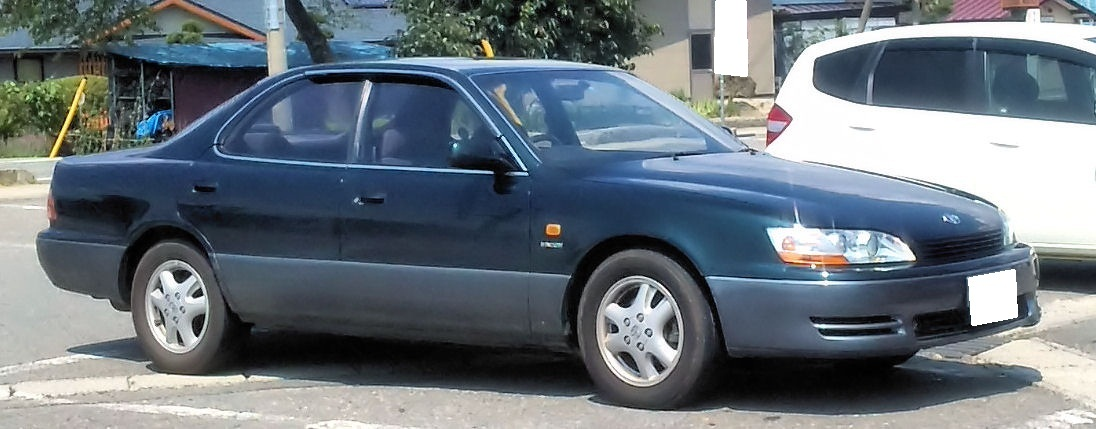
初代トヨタ・ウィンダム

## 3代目 MCV20L（1996年-2001年）
1996年9月、1997年モデルとして3代目ES（MCV20）を発表。女優のシャロン・ストーンをホストに迎え、ビバリーヒルズのロデオドライブ（Rodeo Drive）で催されたガーラ・イベントで発表された。日本では2代目「ウィンダム」として販売される。
エクステリアデザインは先代のキープコンセプトながら、より軽快でシャープなラインを持ち、リフレクター式ヘッドライトとより広がり感のある内装を備える。パワートレインは200 hp (150 kW)を発生する1MZ-FE型 3.0 L V型6気筒エンジンと4速ATの組み合わせのみ用意され、モデル名は先代の「ES300」を継承する。
ボディの全長はやや（2.4-インチ (61.0 mm)）長くなったが、重量は先代よりも軽くなり、空気抵抗はCd値0.29とこれも先代よりも向上していた。また、車体剛性も30%高められた。当初は路面状況に応じて各輪のショックアブソーバーを独立して調節する（0.0025秒の早さで）機能を持つアダプティブ・ヴァリアブル・サスペンションが提供されていた。
内装では自発光式メーター「レクサス・オプティトロン・インスツルメント・パネル」、ウォールナット製化粧板、革製シートを備え、その他の豪華標準装備品として電熱ドアミラー、フルオートエアコン、電動ムーンルーフ、グローブボックス内据え付けのCDチェンジャー付ナカミチ・プレミアムサウンドシステムといったものが揃えられ、電熱シートもオプションで用意された。
米国でのベース価格は1997年モデルのES 300がUS$3万395で、発売初年度で58,430台の販売台数を、生産期間中は35,000から5万台の範囲の販売を記録するという先代を上回る成功を収めた。
1997年に発売された1998年モデルでは、前席サイドエアバッグの標準装備化や、衝突寸前に前席の乗員をシートに確実に拘束するフォースリミット・シートベルトといった既存の補助拘束装置（次世代型）に関する改良が施された。盗難防止装置として鍵の中にトランスポンダー・チップが埋め込まれた。
1998年に発売された1999年モデルでは、1MZ-FE型エンジンに可変バルブタイミング機構（VVT-i）が組み込まれ、出力は210 hp (157 kW)へと向上した。

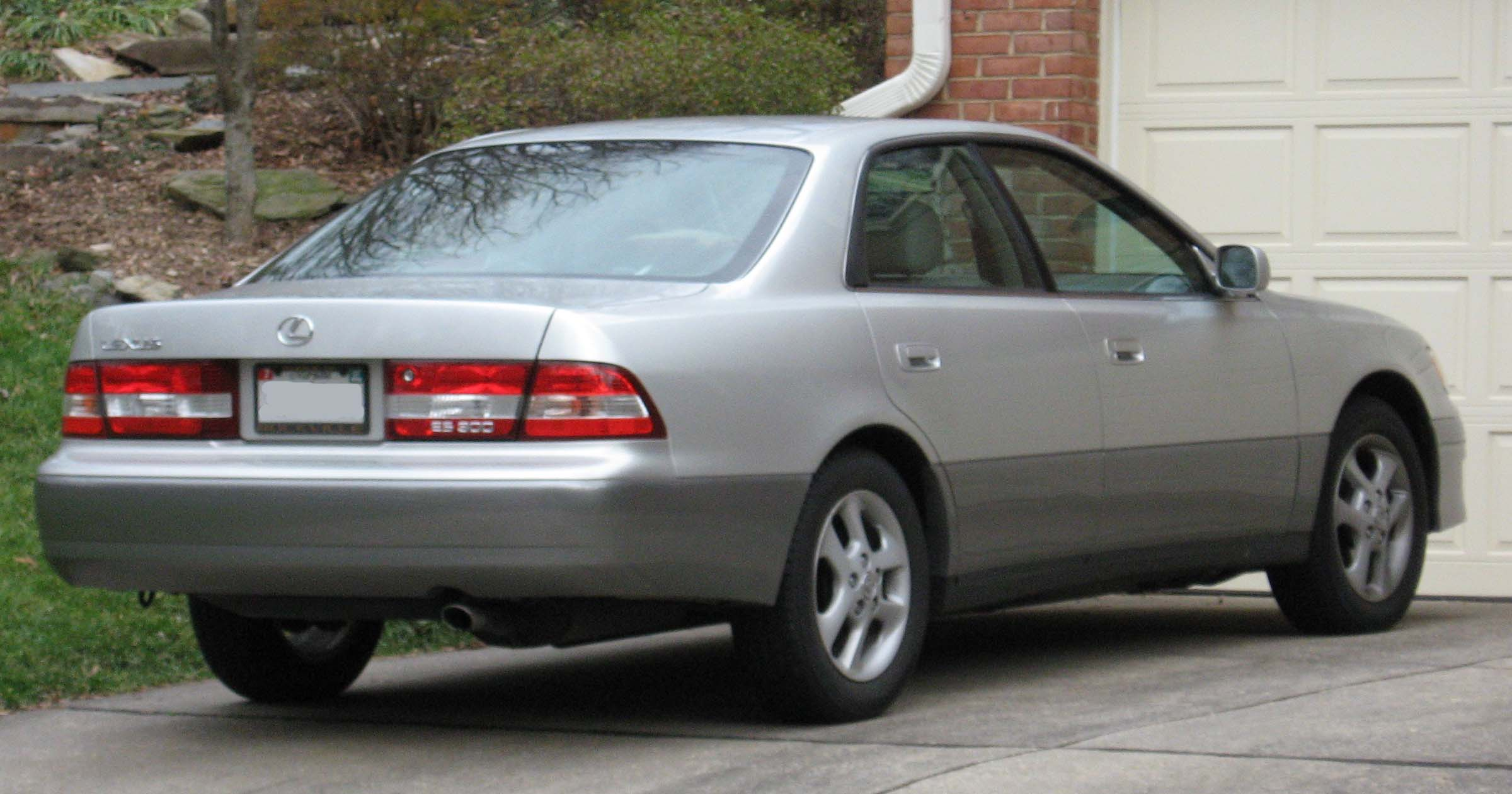
後期型ES300

1999年に発売された2000年モデルで小規模なフェイスリフトを受け、テールライトと方向指示灯の透明化、新しいグリルとヘッドライトで顔回りの刷新、透明フォグランプ付の下部バンパーと大径アルミホイールといったものが新しくなった。内装では自動防眩式ルームミラー、木目化粧板の増設、オーディオの小改良と自動レベルコントロール機能付きディスチャージヘッドランプがオプションに設定された。
また、1999年モデルから2001年モデルには限定で「コーチ・エディション」が設定され、1999年から2000年には電動ムーンルーフ、特別内装、特製アルミホイールを装備した「プラチナム・エディション」が設定された。

## 4代目 MCV30L/MCV31L（2001年-2006年）
2001年、2002年モデルとして4代目「ES300」（MCV30）を発表。日本仕様のウィンダムはこの代が最後となった。
レクサスの新たなエントリーモデルとして「IS（日本名：トヨタ・アルテッツァ）」が登場したことに伴い、先代までのスポーティ感を取り除き、より上級の豪華な車に仕立て上げた。先代までと比較すると、NVHからの隔絶、大きく柔らかなシート、改良された内装材といった、快適さに重きを置いた内装を有する。外観は、後方に延びたヘッドライトとクロームで飾られた単色塗装を持つ丸みを帯びた形状となった。LSに似た新しいデザイン要素として、後部のクォーターウインドウとボディ側面まで回り込むテールライトの端が斜めに切れている点が挙げられる。より空力性能の向上したボディ形状のCd値は0.28である。
機構面においても、電子スロットル（ドライブ・バイ・ワイヤ）、5速AT、EBD・ブレーキアシスト付ABSやVSC、TRCといった新しい装備が設けられた。豊田市にある堤工場とトヨタ自動車九州宮田工場で生産される。
車内はダッシュボード、センターコンソールとドアにカリフォルニア産ウォールナット製化粧板が使用され、外部パドルライト、床照明、クローム製ドアハンドル、後部窓の電動サンシェード、ギアをリバースに入れると自動的に下向きになるドアミラーといった装備を有していた。オプションには後部窓の電動サンシェード、雨滴感応式ワイパー、DVD式カーナビゲーション、マークレビンソン（Mark Levinson ）・プレミアムサウンドシステムが設定された。
より上級の装備により価格は上昇した（2002年のベース価格は3万2,080ドル）が、最初の年で販売台数は7万1,450台に跳ね上がり、ESは米国市場における最多販売高級車となった。
2002年の（National Highway Traffic Safety Administration：NHTSA）の衝突テストで、ES300は運転席、助手席、運転席側側面の各部位で最高の5つ星を、後部座席側面と転倒で4つ星を獲得した。
ES 330

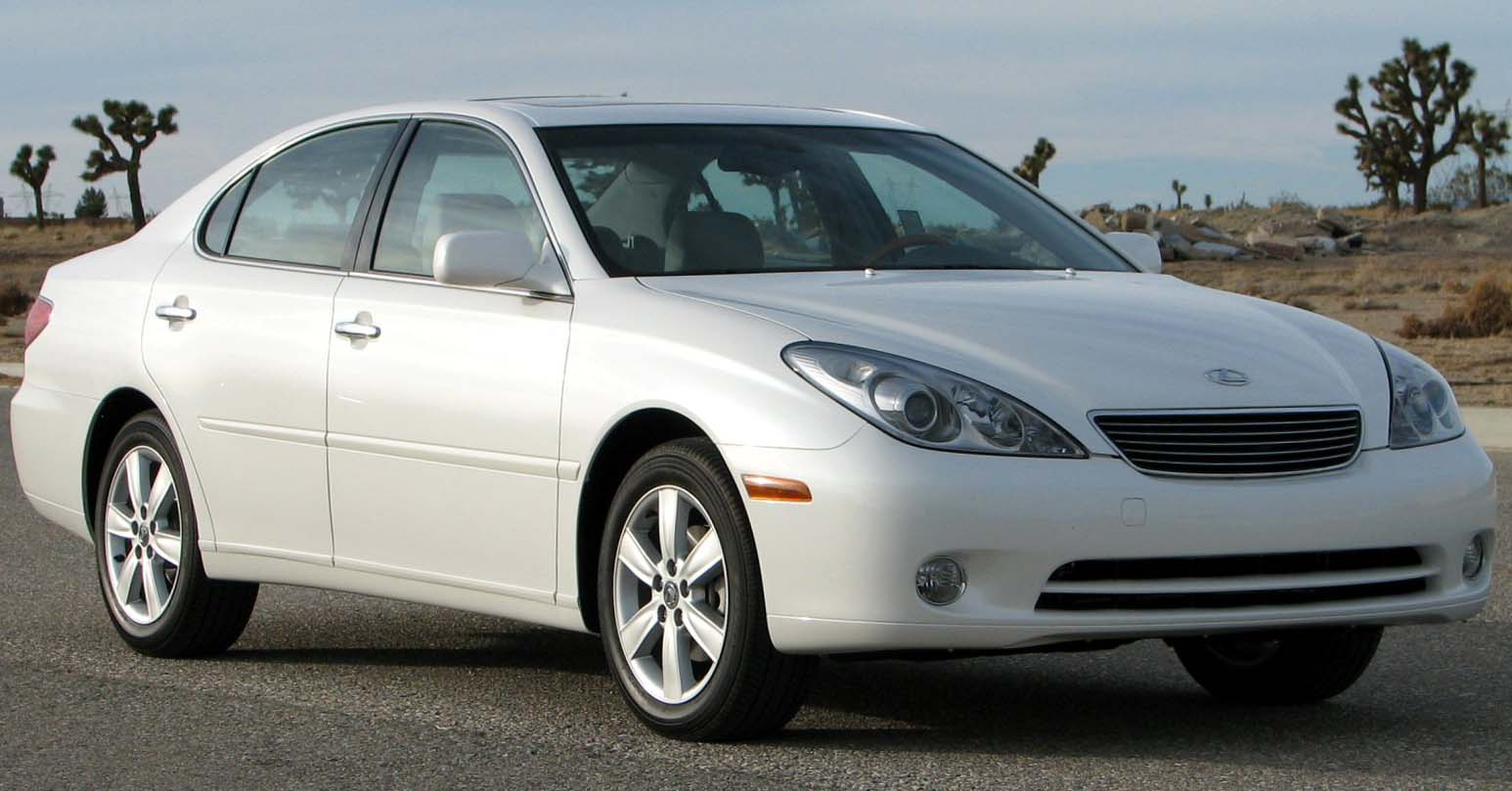
ES330（後期型）

2003年に発表された2004年モデルで、225馬力 (168 kW)を発生する（SAEの出力測定方法が変更されたため、後に218馬力 (163 kW)に改訂）3.3Lエンジンを搭載した「ES330」（MCV31）が追加された。2004年には限定でES330にアダプティブ・ヴァリアブル・サスペンション、17インチYスポーク・アルミホイール、マークレビンソン・プレミアムサウンドシステム、内装の向上、特別ボディ塗色を備えた特別モデルの「スポーツデザイン」（SportDesign ）が発売された。
2004年に発表された2005年モデルでは、透明化されたテールライト、プロジェクター・ヘッドライト、新デザインのフロントグリルといったフェイスリフトを受け、内装ではハンドル部に操作スイッチを持つオーディオ、電動調整式ペダル、電熱/換気機能付き前席シートといった新装備が標準とされた。加えて新しいバーズアイ・メイプル化粧板が車室内を明るく彩り、オプションで衛星通信が提供された。
2005年にはブラックウッドの化粧板、玉虫色のブラックダイヤモンド塗色にトゥミ製の鞄を添えた特製のES330「ブラックダイヤモンド・エディション」が発売された。

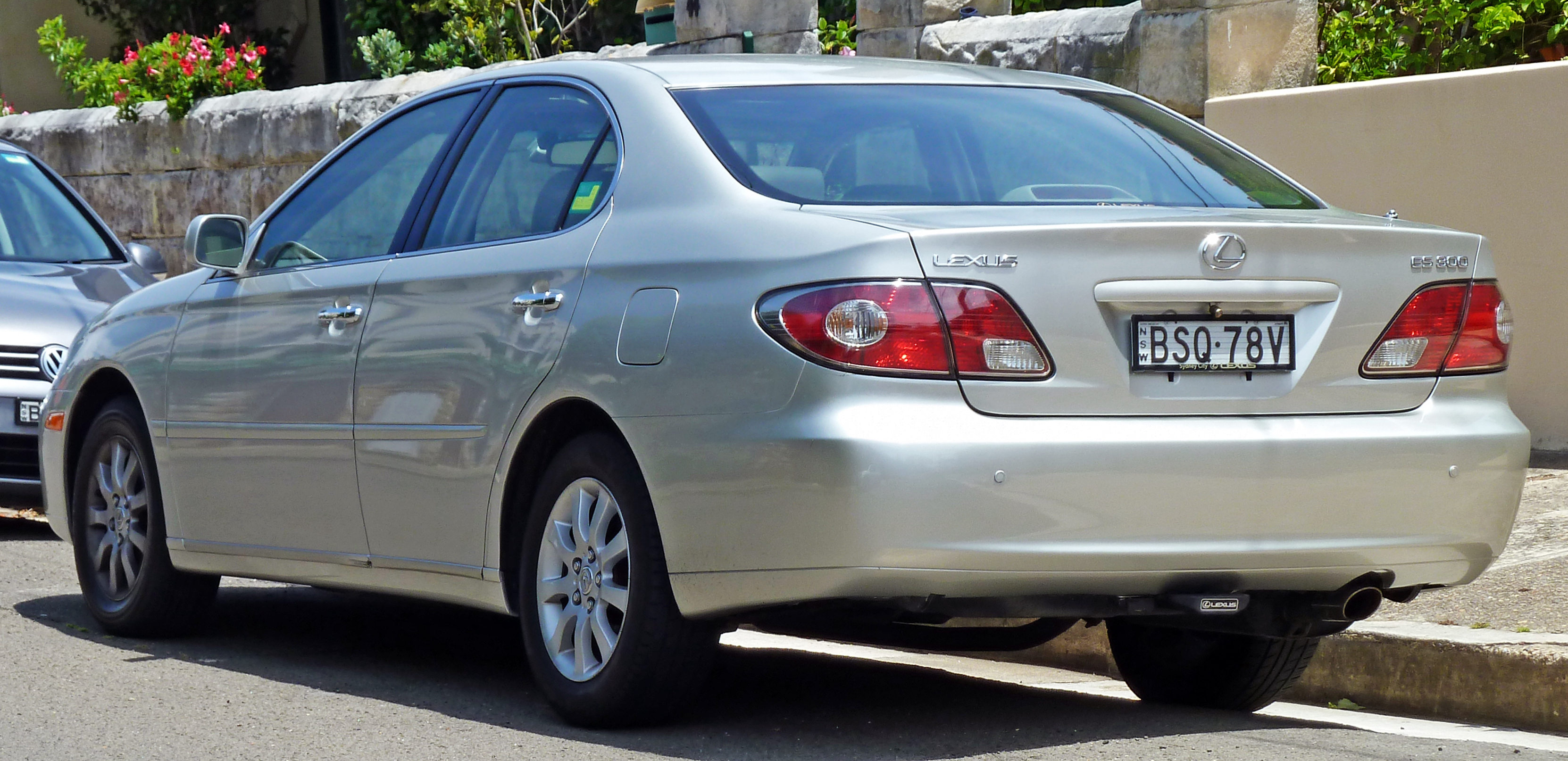
オセアニア仕様 リア
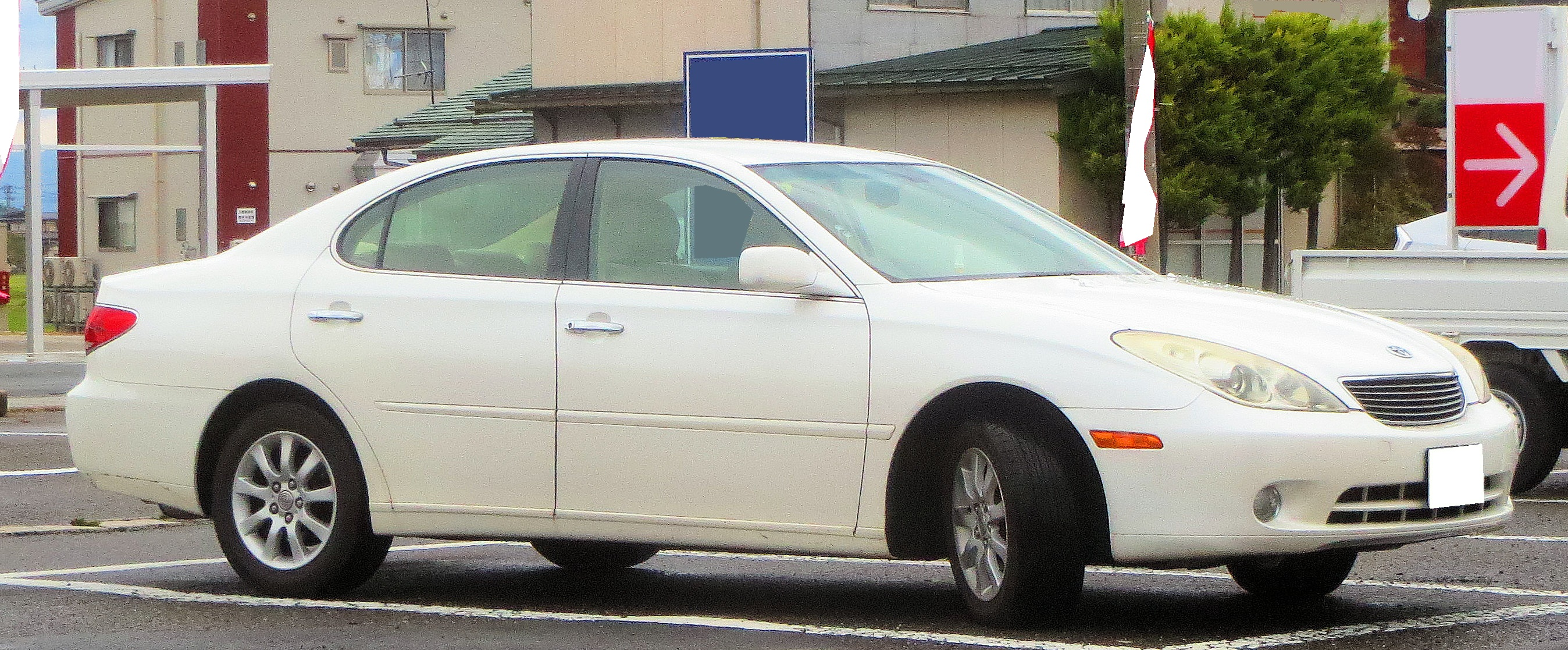
3代目トヨタ・ウィンダム

## 5代目 GSV40L（2006年-2012年）
2006年2月、シカゴオートショーで公開された。同年4月に北米で販売が開始され、韓国など順次アジア諸国でも販売されている。製造はトヨタ自動車九州が担当しているが、このモデルから左ハンドル仕様のみの設計となり右ハンドル仕様が廃止されたため、日本だけでなくオセアニア・東南アジアでも販売されていない。
エンジンは新型の2GR-FE型 3.5L V型6気筒へ置き換えられ、モデル名も「ES350」となる。トランスミッションは6速ATとなり、シーケンシャルシフトマチックを搭載、他のレクサス車同様スマートエントリー（プッシュスタート）機能を採用し、14スピーカーのマークレビンソン・プレミアムサウンドシステムが設定される。カーナビゲーションは日本ではHDD方式が主流となっていた時期であるが、本モデルではDVD方式が採用されている。
2006年10月に、ES用メーターがグッドデザイン特別賞を受賞した。
また、すべてのモデルに対してムーンルーフまたは3枚のガラスでルーフパネルが構成されたチルト＆スライド式の機構を持つパノラマガラスルーフが標準で設定されており、仕向け地によってはオプションで、ユーザーがどちらを装着するか選択することができる。
2009年11月13日、広州モーターショーにて2AZ-FE型 2.4L 直列4気筒エンジンを搭載する「ES240」が公開された。

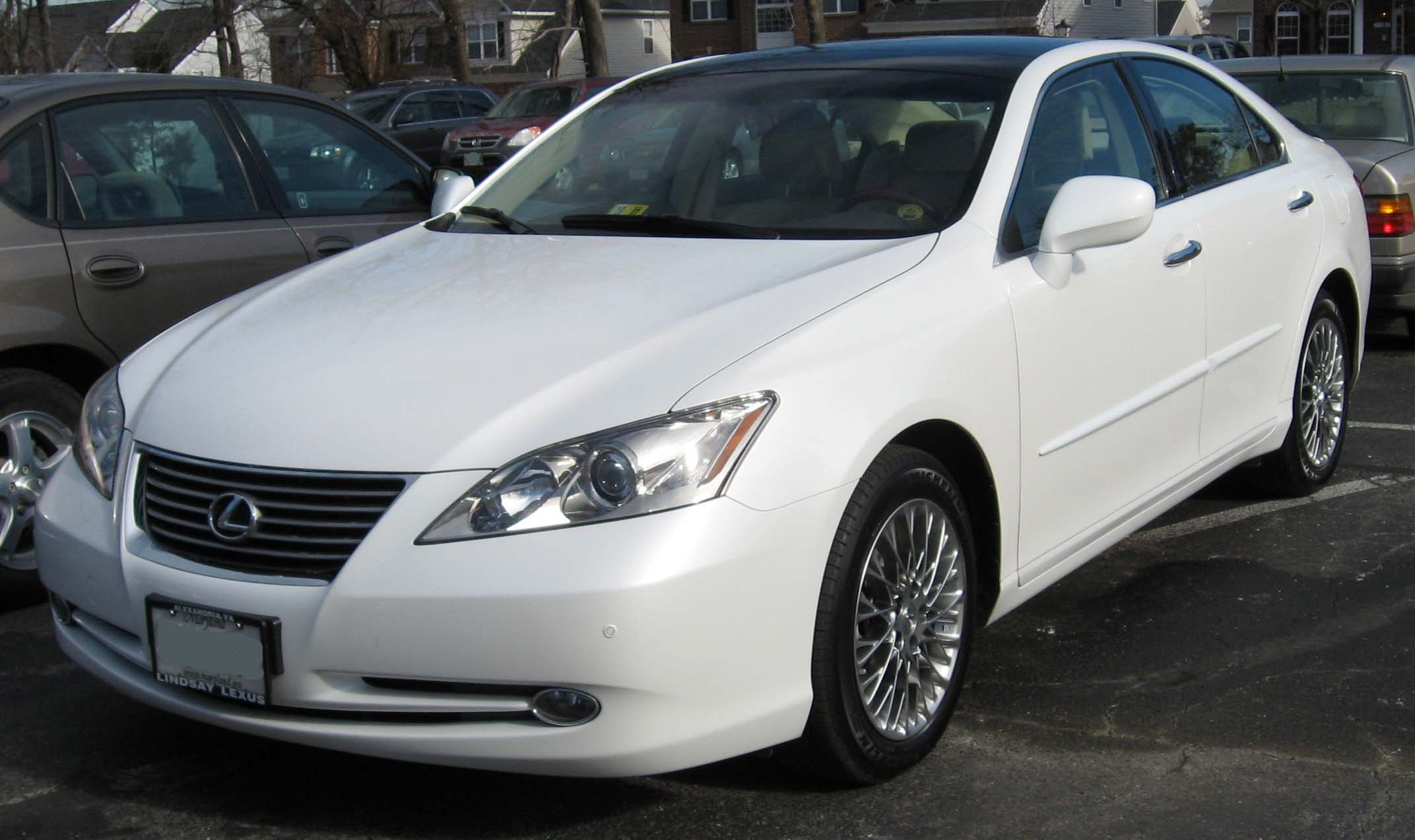
パノラマガラスルーフ装備仕様

## 6代目 GSV60L/AVV60L（2012年 - 2018年）
2012年4月のニューヨーク国際オートショーで発表。レクサスの新たなデザインアイコンである「スピンドルグリル」を採用し、スポーティ感と高級感を演出している。プラットフォームはKプラットフォームを継承するが、それまでのカムリ系より更に大型のアバロン系に変更され、ホイールベースが先代から拡大されている。
エンジンは従来のV6・3.5L（2GR-FE）「ES350」に加え、ES史上初となるハイブリッドモデル「ES300h」もラインナップされ、組み合わされるエンジンは直4・2.5Lの2AR-FXEで、基本的にはカムリのハイブリッドモデルと同じである。この採用により、40mpg（約17km/l）のEPA燃費性能を実現している。一部市場向けには直4・2.5L（2AR-FE）「ES250」も設定される。
内装には「GS（4代目モデル）」と共通イメージの大型ディスプレイが備えられ、「RX（3代目モデル）」や「HS」などと同様に「リモートタッチ」がセレクターレバー脇に備えられた。
装備面においては10エアバッグシステム、むち打ち傷害低減シート、ミリ波レーダーを使った衝突被害軽減ブレーキ「プリクラッシュセーフティシステム」や、後方と側面の車両を検知するRCTA、車線逸脱警告機構（LDA）などを搭載し、更なる安全性向上が図られた。
製造は引続きトヨタ自動車九州が担当するが、単に販売拡大を推し進めるだけではなく、日本ならではの技術を活かした生産がどこまで可能かという試金石にもなった。
2013年10月に香港で販売が開始された。これは香港向け右ハンドル仕様であり、40系で廃止されていた同仕様が、およそ7年ぶりに復活したことを示す。
2015年4月20日、上海モーターショーにて、フェイスリフトを受けた2016年モデルを発表した。中国、ロシア、台湾向けには直4 2.0L D-4を搭載した「ES200」が新たにラインナップされる。

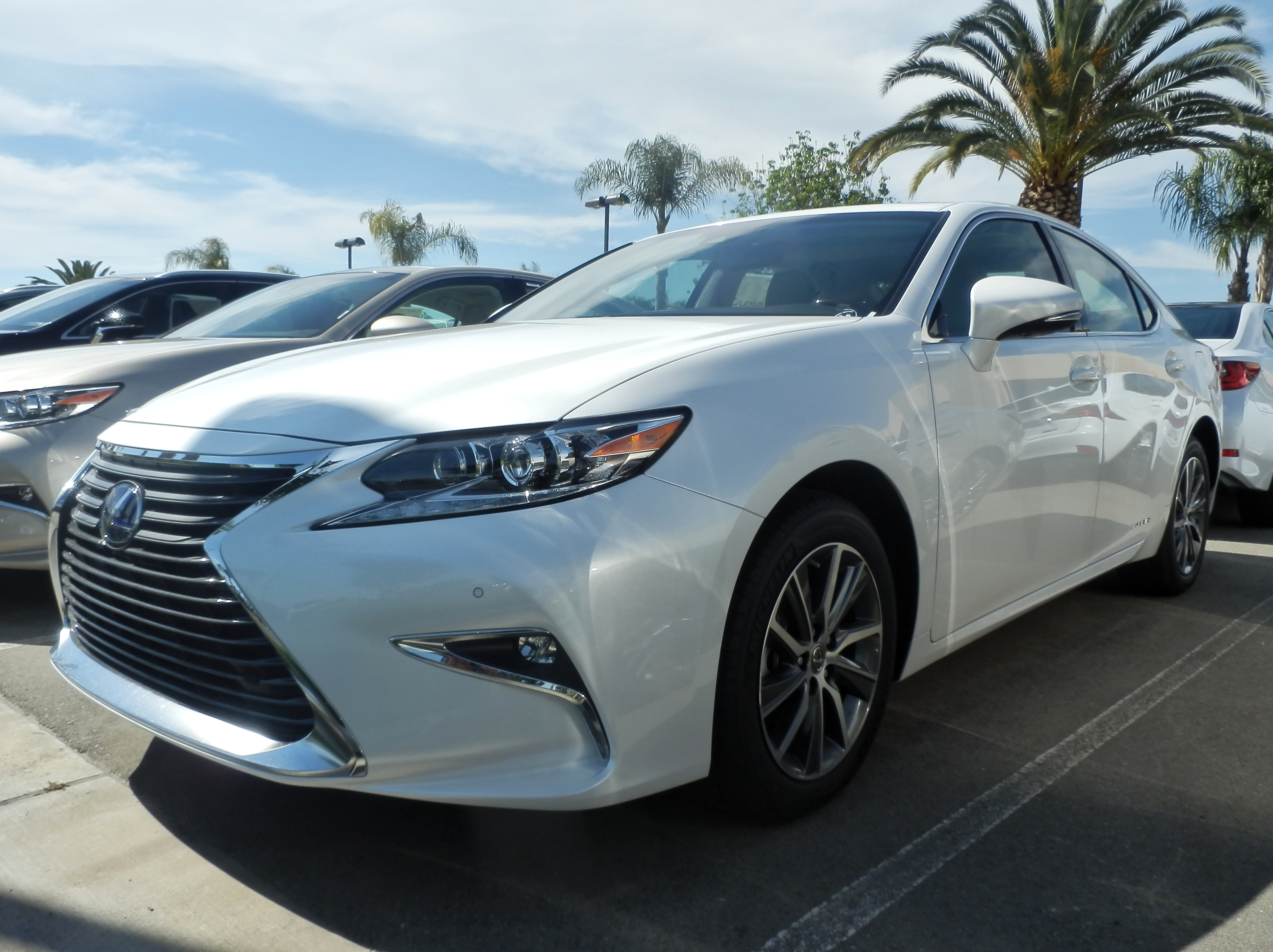
2015年4月改良型（フロント）
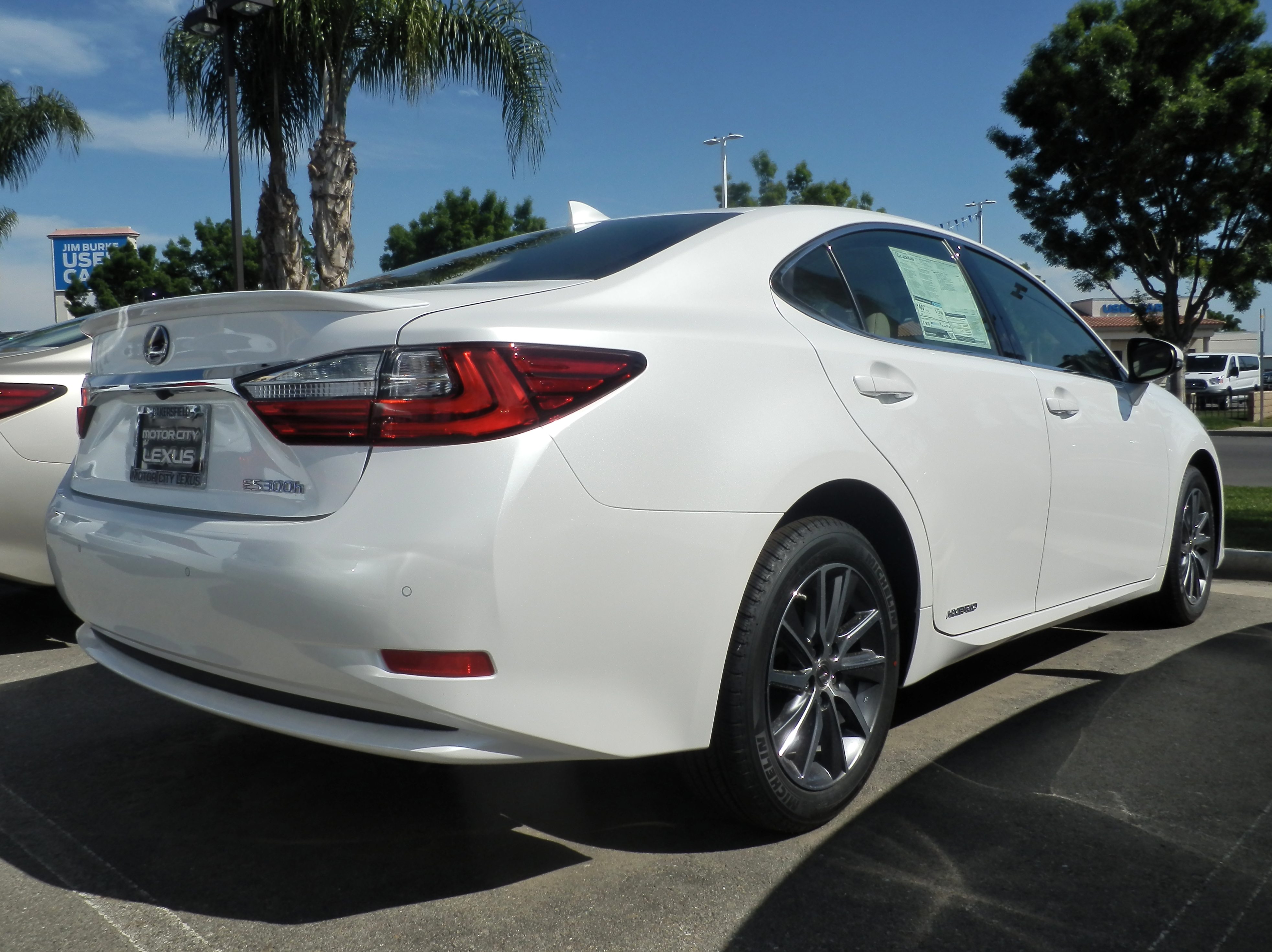
2015年4月改良型（リア）

## 7代目 AXZH10型（2018年 - 2025年）
2018年9月、北米市場および中国での販売を開始。GA-Kプラットフォームを採用し、快適性や上質な乗り心地を目指した。
ボディサイズは先代モデルに対し、全長が約65mm延長され4,975mm、全幅は約45mm広い1,865mm、全高は変わらず1,450mm、ホイールベースは約50mm延長され2,870mmという比較的大型のサイズとなった。
北米市場向けのラインアップは、2.5L直列4気筒ハイブリッドシステムを搭載する「ES300h」と3.5L V型6気筒の「ES350」の2種。また、中国向けは「ES300h」(A25B-FXS型）を頂点に、2.0L直列4気筒「6AR-FSE」型を搭載する「ES200」、2.5L直列4気筒「A25A-FKS」型を搭載する「ES260」」の3種が設定されている。また、両市場向けとも「ES」としては初となる「F SPORT」が設定された（北米市場向けは「ES350」に、中国向けは「ES260」に設定）。
2018年10月24日、日本国内での販売を開始。レクサス・ESとして日本で販売されるのはこれが史上初であり、XV30系ウィンダム販売終了から12年ぶりの復活となる。また、間接的には2020年9月に販売終了したGSの後継車である。日本仕様は「ES300h」のみの設定で、標準仕様・「F SPORT」・「version L」の3種類が設定される。また、量産車として世界初採用となるデジタルアウターミラーをメーカーオプションで選択することも可能である（「F SPORT」・「version L」に設定）。

### 年表
2018年4月25日
2018年北京モーターショーで7代目「ES」を世界初披露。
2018年9月12日
日本向け「ES」に量産車として世界で初めて「デジタルアウターミラー」を採用すると発表。
2018年10月24日
日本向け「ES」を発売。
ラインアップは「標準仕様」・「F SPORT」・「version L」の3種。
ボディカラーは全12色。全車共通色として「マーキュリーグレーマイカ」、「プラチナムシルバーメタリック」、「ソニックチタニウム」、「ブラック」、「グラファイトブラックガラスフレーク」、「レッドマイカクリスタルシャイン」を設定するほか、「標準仕様」と「version L」には「ソニッククォーツ」、「ディープブルーマイカ」と、新規開発色の「アイスエクリュマイカメタリック」、「サンライトグリーンマイカメタリック」を加えた10色を設定。また「F SPORT」には専用色として「ホワイトノーヴァガラスフレーク」、「ヒートブルーコントラストレイヤリング（メーカーオプション）」を加えた8色から選択可能。
2019年10月23日
自動車の安全性能を試験・評価する2019年度自動車アセスメント（JNCAP）において、全車が「予防安全性能評価ASV+++賞」を獲得したと発表（ESだけでなく、NXとUXも併せて全車で獲得している）。
2020年8月6日
日本向け「ES」を一部改良。
デジタルアウターミラーを改良し、走行時にモニターから見える他の車両、壁、障害物との距離感を測りやすくするため、加速時と減速時は車両後端から5m・10m・15m、高速走行時はこれに30mを追加して距離を示す線を表示する距離目安線表示機能を追加。設定仕様を拡大し、「F SPORT」にも設定可能となった。さらに、パーキングサポートブレーキ（静止物 + 後方接近車両、PKSB）やブラインドスポットモニター（BSM）を全車に標準装備された。
ハイブリッドバッテリーを従来のニッケル水素電池からリチウムイオン電池に変更したことで燃費性能が向上され、マルチメディアシステムはSmartDeviceLink・Apple CarPlay・Android Autoに対応したことでiPhoneやAndroidスマートフォンとの連携が可能となり、大きめサイズのスマートフォンに対応するため、おくだけ充電の充電トレイとセンターコンソールのスマートフォン収納スペースが拡大された。
2021年6月
上海モーターショー2021において「ES」マイナーチェンジモデルを発表。日本での発売は同年秋ごろを予定しているとした。
2021年8月26日
日本向け「ES」をマイナーチェンジ。
リアサスペンションメンバーブレースの構造を従来の1枚板から2枚板の合わせに変更することで剛性を向上するとともに、電子制御ブレーキシステムの制御定数やペダルパットの形状が変更され、ブレーキペダルのリンク構成内のブッシュ取付方法も見直された。
外観はフロントグリルのメッシュパターンを縦基調のL字ユニットの集合体で構成された新意匠に変更され、ヘッドランプは単眼ランプは小型の新意匠に変更、3眼ランプは小糸製作所の「ブレードスキャン」アダプティブハイビームシステム（AHS）が採用され、ランプユニットは薄型の新意匠となった。アルミホイールは標準仕様に設定の17インチはスポーク端部を太くしてV字を重ね合せた新意匠に、メーカーオプション設定の18インチは多軸スポークが採用された。ボディカラーは発売以来初めて設定が変更され、「マーキュリーグレーマイカ」、「プラチナムシルバーメタリック」と入れ替えで新規色となる「ソニッククロム」と「ソニックイリジウム」が追加された。
内装はマルチメディアシステムがタッチディスプレイ化され、併せて、ドライバーの手が画面隅まで届くように、ディスプレイを約100mm近づけ、角度を約5度傾けられ、視認性・操作性向上のために画面をガラス素材に変更。オーナメント加飾にウォールナット素材が採用され、新開発となる墨ブラックとダークブラウンを採用。ヘアラインの加飾にはレーザーで1本ずつ彫る加工方法が採用された。内装色には、新規色のヘーゼルと新規開発色のモーヴが設定された。
「F SPORT」には、新型のアクチュエーターを用いたリニアソレノイド式AVSが採用され、専用19インチアルミホイールはフロントグリルに合わせて黒色を採用。足回りには日本向け専用装備としてLEXUSロゴ入りオレンジ塗装ブレーキキャリパーが設定された。内装色にホワイトが採用され、ホワイトやフレアレッドのシートクッションに黒色を加え、シートバックとともに新たな配色パターンが採用された。
「Lexus Safety System+」は改良され、検知デバイスの性能向上によりプリクラッシュセーフティは交差点右折前に前方から来る対向直進車や、右左折時に前方から来る横断歩行者の検知が可能となり、ドライバーの操舵をきっかけに車線内で操舵のアシストを行う緊急時操舵支援や、低速時の事故予防をサポートする低速時加速抑制などの機能を追加。レーントレーシングアシスト（LTA）は車線認識性能が向上され、レーダークルーズコントロール（全車速追従機能付）にはカーブの大きさに合わせてあらかじめ減速するカーブ速度抑制機能を追加。そのほか、オートマチックハイビーム（AHB）、ロードサインアシスト（RSA）、ドライバー異常時対応システムなども採用され、デジタルミラーはアウター・インナー共にカメラ性能が向上され、視認性改善のためにノイズ低減処理が施され、LEDライトのちらつきによる煩わしさが低減された。
2022年7月28日
日本向け「ES」を一部改良するととともに、特別仕様車「ES300h"Graceful Escort"」が発売された。
パノラマミックビューモニターが改良され、撮影した路面の映像を車両直下に合成表示することで車両下方の路面状況やタイヤ位置などを把握する床下透過表示機能を追加。マルチメディアシステムが最新化され、メニューの選択スイッチを運転席側に常時アイコン表示するように改良し、画面全体のレイアウトも情報の粒度に応じて表示エリアを分け、操作フローを統一。ナビゲーションはクラウド上の地図情報を活用してリアルタイムに情報を取得するコネクテッドナビに従来の車載ナビを組み合わせたハイブリッド型となり、音声認識機能はディスプレイのマイクアイコン操作や音声による起動も可能となり、自然な発話での操作に対応。Apple CarPlayやAndroid Autoに対応し、Apple CarPlayはWi-Fiによる無線接続にも対応。Webブラウザー機能やOTAソフトウェアップデート機能が新たに備わった。カップホルダーやおくだけ充電などの操作性改善のため、インストルメントパネル及びコンソール周辺の形状やスイッチレイアウトを最適化された。
特別仕様車「Graceful Escort」は「version L」をベースに、クリムゾン&ブラックの専用本革シートとドアトリムを設定し、シート・インストルメントパネル・ドアトリムにクリムゾンステッチが施され、本木目+本革ステアリングには墨ブラックを使用。外観はスピンドルグリルにシルバー塗装、18インチノイズリダクションアルミホイール（タイヤチェーンの装着不可）にはスパッタリング塗装がそれぞれ施された。

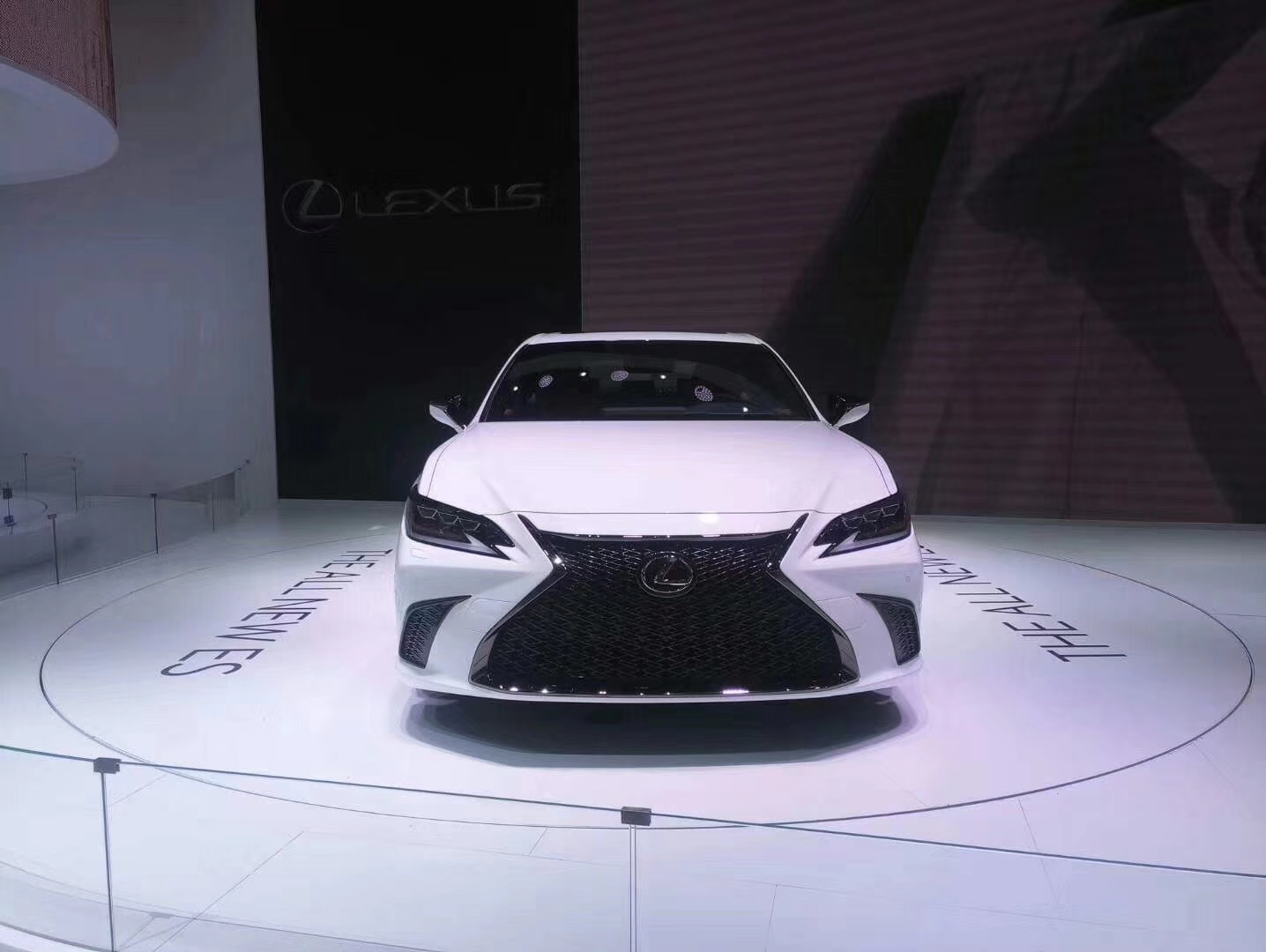
ES200 F SPORT フロント
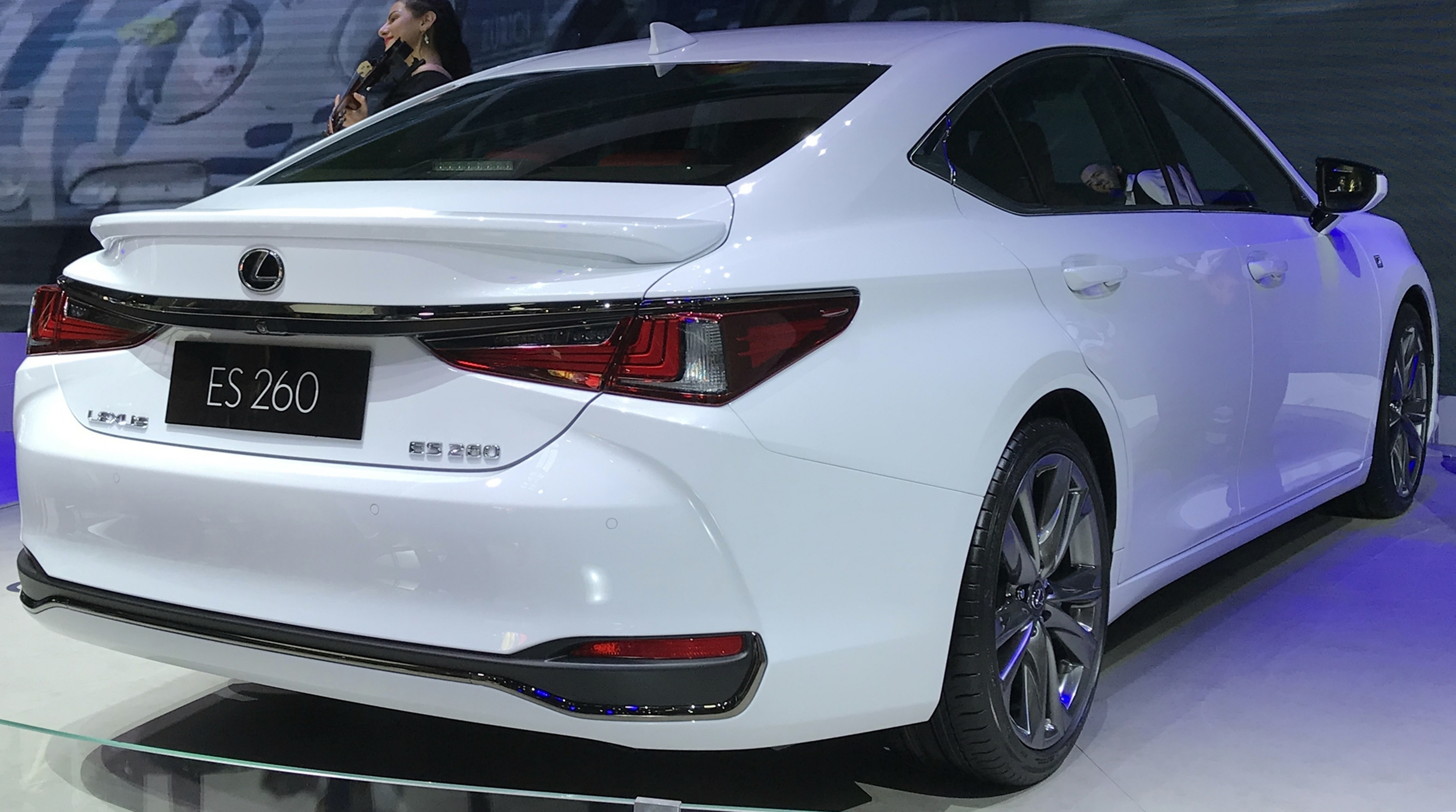
ES260 F SPORT リア
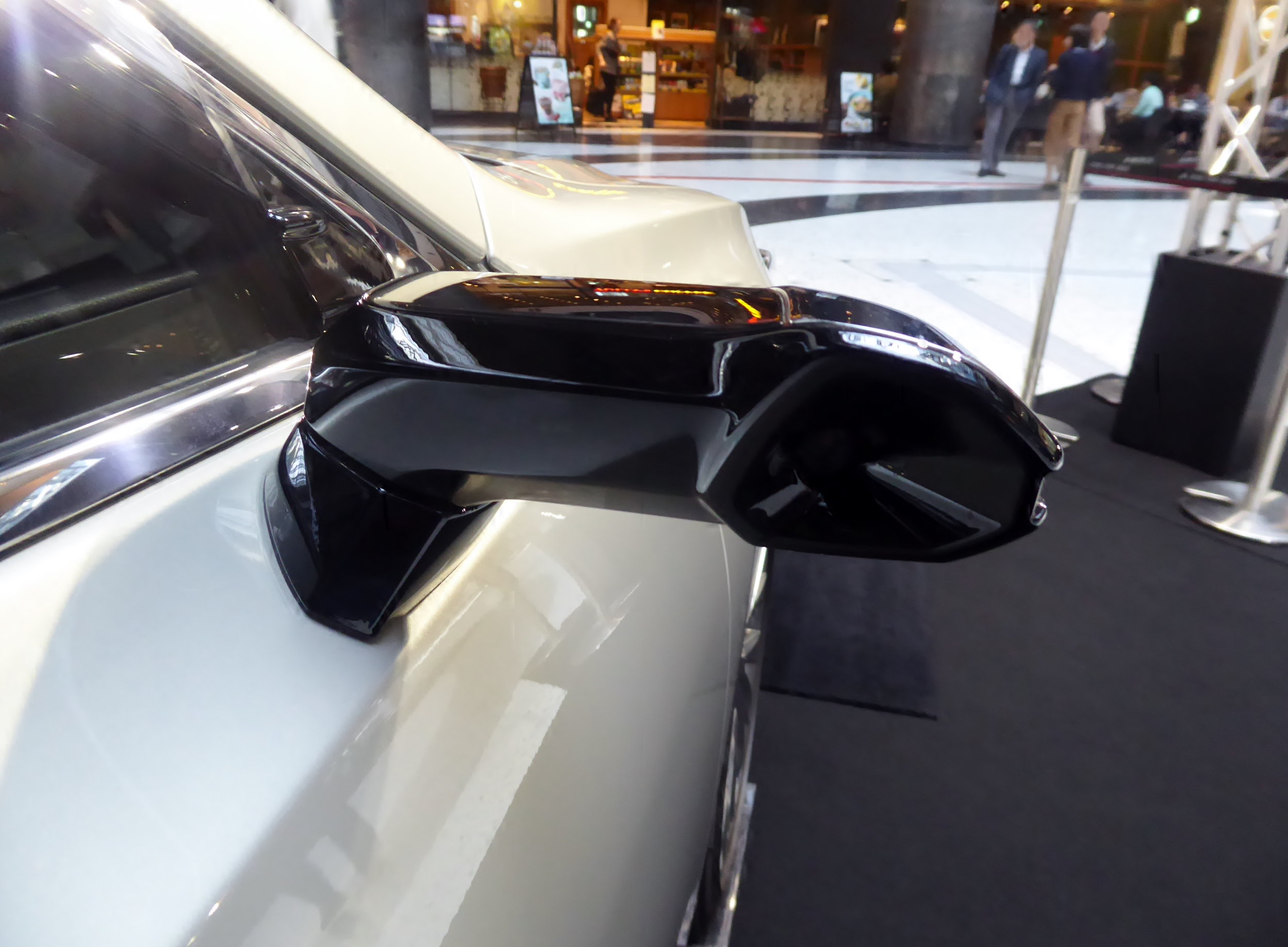
デジタルアウターミラー
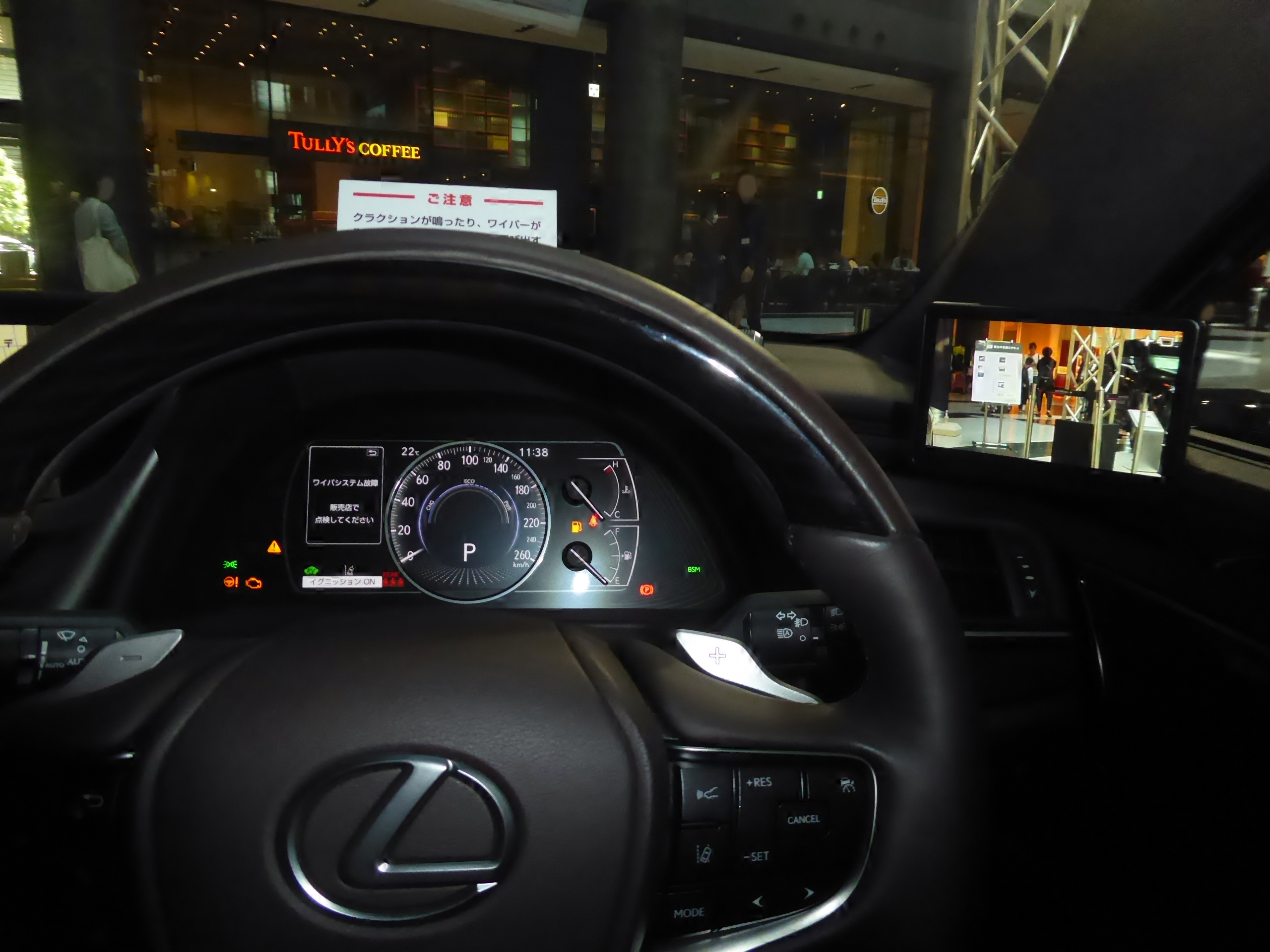
デジタルアウターミラーの映像を映し出すモニター

## 8代目 AXZH20型（2025年 - ）
2025年4月、中国、上海モーターショーにて初公開。LEXUSの次世代電動車ラインアップの先陣を切るモデルとして、全面刷新を遂げた。「Experience Elegance and Electrified Sedan」をコンセプトに掲げ、静粛性と乗り心地をさらに向上させるとともに、お客様のニーズに寄り添い、あらゆるシーンで上質な移動体験を提供するセダンを目指した。また、マルチパスウェイを通じたカーボンニュートラルの実現に向けて、HEVとそして史上初めてBEVのパワートレーンを提供している。デザインでは、次世代BEVコンセプト「LF-ZC」のデザインに着想を得た表現に挑戦し、新型ESからはじまるLEXUSの新たなデザインを体現。エレガントなデザインをより深化させながら、クリーンで心地良い独自の世界観を創造した。

## 販売と生産台数
米国での各世代のレクサス・ESの販売台数は以下の通り。メーカーの年間データより。
| 型式        | モデル名   | 暦年   | 総販売台数、U.S. | Total exports, production‡ |
| ----------- | ---------- | ------ | ---------------- | -------------------------- |
| VZV21       |            |        |                  |                            |
| ES 250      | 1990       | 20,728 | 19,534           |                            |
| ES 250      | 1991       | 22,476 | 17,942           |                            |
| VCV10       |            |        |                  |                            |
| ES 300      | 1992       | 39,652 | 37,886           |                            |
| ES 300      | 1993       | 35,655 | 40,678           |                            |
| ES 300      | MCV10      |        |                  |                            |
| ES 300      | 1994       | 39,108 | 37,010           |                            |
| ES 300      | 1995       | 41,508 | 38,225           |                            |
| ES 300      | 1996       | 44,773 | 40,735           |                            |
| MCV20       |            |        |                  |                            |
| ES 300      | 1997       | 58,430 | 58,494           |                            |
| ES 300      | 1998       | 48,644 | 49,989           |                            |
| ES 300      | 1999       | 45,860 | 45,655           |                            |
| ES 300      | 2000       | 41,320 | 37,960           |                            |
| ES 300      | 2001       | 44,847 | 35,030           |                            |
| MCV30       |            |        |                  |                            |
| ES 300      | 2002       | 71,450 | 69,607           |                            |
| ES 300      | 2003       | 65,762 | 60,993           |                            |
| ES 300      | 2004       | 75,916 | 69,976           |                            |
| MCV30/MCV31 |            |        |                  |                            |
| ES 300/330  | 2005       | 67,577 | 79,170           |                            |
| ES 300/330  | 2006       | 75,987 | 87,271‡          |                            |
| GSV40       | ES 350     | 2007   | 82,867           | 121,286‡                   |
| GSV40       | ES 350     | 2008   | 64,135           | 99,400‡                    |
| ACV40/GSV40 | ES 240/350 | 2009   | 48,485           | 74,481‡                    |

## 技術仕様
| 各世代のドライブトレーン仕様 | 各世代のドライブトレーン仕様 | 各世代のドライブトレーン仕様 | 各世代のドライブトレーン仕様 | 各世代のドライブトレーン仕様 | 各世代のドライブトレーン仕様 | 各世代のドライブトレーン仕様 |
|                              | 1989–1991                    | 1992–1996                    | 1997–2001                    | 2002–2003                    | 2004–2006                    | 2007–                        |
| ---------------------------- | ---------------------------- | ---------------------------- | ---------------------------- | ---------------------------- | ---------------------------- | ---------------------------- |
| エンジン                     | 2.5L V6                      | 3.0L V6                      | 3.0L V6                      | 3.0L V6                      | 3.3L V6                      | 3.5L V6                      |
| 変速機                       | 4 (AT) 又は 5 (MT)           | 4 (AT) 又は 5 (MT)           | 4                            | 5                            | 5                            | 6                            |
| 出力                         | 116 kW (156 hp)              | 138 kW (185 hp)              | 150 kW (200 hp)              | 160 kW (210 hp)              | 163 kW (219 hp)              | 203 kW (272 hp)              |
| トルク                       | 220N•m(160ft•lbf) /4400rpm   | 264N•m(195ft•lbf) /4400rpm   | 290N•m(210ft•lbf) /4400rpm   | 300N•m(220ft•lbf) /4400rpm   | 330N•m(240ft•lbf) /3600rpm   | 344N•m(254ft•lbf) /4700rpm   |

## 受賞
- 『USニューズ&ワールド・レポート』が2009年モデルのレクサス・ES 350を最適価格上級車（the Best Upscale Car for the Money）に選定した[50]。
- 『コンシューマー・レポート』はES 350を2006年度調査で最も信頼性の高い上級/大型車に選定した[51]。
- カナダの自動車ジャーナリストが選定するカナダ・カー・オブ・ザ・イヤー賞でES 350は2007年度最優秀高級車（US$5万以下）に選ばれた[52]。
- JDパワーはES 300を1996、1998、2000、2001、2003、2006年の最も初期品質の高い高級入門車に選定した[53][54][55]。
- 『インテリチョイス』（Intellichoice）はES 330を2004、2005、2007年の準高級車部門で最高ヴァリュー賞に選定した[56][57][58]。
- 『ケリー・ブルー・ブック』（Kelley Blue Book）は ESを 1998、2001年のBest to Hold Value Awardに選定した[59]。
- JDパワーはES 1991、1993、1994年の初期品質10傑の1台に選定した。
- JDパワーはESシリーズを1997、2001、2007年の最も魅力的な高級入門車に選定した[59]。
- 『キップリンガーズ・パーソナル・ファイナンス』（Kiplinger's Personal Finance ）はレクサス・ESを1993年のUS$3万以上クラスの最優秀車に、2007年には推薦車の1位に選定した[60]。
- 『オートモビル・マガジン』（Automobile Magazine ）はレクサス・ESを1992年の10傑（Top Ten All-Stars）に選定した。

## 車名の由来
- 「ES」の車名は「Executive Sedan」の頭文字より命名[61][62][63]。